# Синагога Канесои Эронихо
Канесои́ Э́ронихо́ (узб. Kanesoi Eroniho sinagogasi; евт. Синагогаи Канесои Эрониҳо) — ныне не существующая синагога, которая располагалась в старой части города Самарканд, в махалле бухарских (среднеазиатских) евреев — Махаллаи́ боло́ (Верхняя махалля). На втором этаже данной синагоги находилась синагога Канесои Окиловхо.
Синагога Канесои Эронихо (в переводе с персидского, таджикского и еврейско-таджикского языков означает Синагога иранцев), была основана и построена в 1890-е годы прибывшими на постоянное жительство в Самарканд персидскими и афганскими евреями.
В 20-е годы прошлого века синагога была закрыта, а здание синагоги занял «Дом престарелых и инвалидов», позднее — строительный комбинат для глухонемых работников.